# Ingelfingen
Ingelfingen è una città tedesca di 5 875 abitanti, situata nel land del Baden-Württemberg.

## Amministrazione

### Gemellaggi
Ingelfingen è gemellata con:
- Saint-Héand, dal 1991